# Bálinc
Bálinc (románul Balinț, németül Balintz) falu a romániai Bánságban, Temes megyében.

## Fekvése
Lugostól 15,7 km-re észak–északnyugatra, a Béga partján fekszik.

## Története
1510-ben Alsó- és Felső-Balyncz. Érdekesség, hogy a 16. században a mai Bálinc és Kuttina falvak között létezett egy Moszkva nevű falu is (először 1510-ben: Moskwa). 1604-ben határában mértek vereséget a császári csapatok Bocskai István és Bethlen Gábor csapataira. A török segédhadak vezére egy szál ingben menekült Temesvárig, Bethlen pedig menekültében átúszta a Bégát. 1717-ben húsz házból állt. 1739-ben Lentulus császári tábornok csapata rablókra vadászva felégette. 1883-tól itt működött Magyarország első zsidó vallású főszolgabírája, Hirschl Béla. 1899-ben gyógyszertárat alapítottak benne. Lakói a 20. század elején konyhakertészettel foglalkoztak, a Béga-parti kincstári tölgyerdőket gőzfűrész dolgozta fel műbútor- és épületfává. Nagybodófalva felőli szélén a kincstári birtokra 1903-ban 30, nagyobbrészt bodófalvi református magyar családot, majd 1909-ben újabb magyarokat telepítettek (Újbálinc).
 Krassó, 1880-tól Krassó-Szörény vármegyéhez tartozott és járásszékhely volt.

## Lakossága
1910-ben 1354 lakosából 760 román, 467 magyar és 111 német anyanyelvű, 519 ortodox, 334 református, 251 görögkatolikus, 200 római katolikus és 40 zsidó vallású volt.

2002-ben 614-en lakták, közülük 479 román, 67 cigány és 55 magyar nemzetiségű, 490 ortodox, 84 görögkatolikus és 44 református vallású.

## Látnivalók
- 1834-ben épült ortodox fatemplom.
- Vízimalom.

## Híres emberek
- Itt született 1904-ben Szilágyi András író.

## Képek

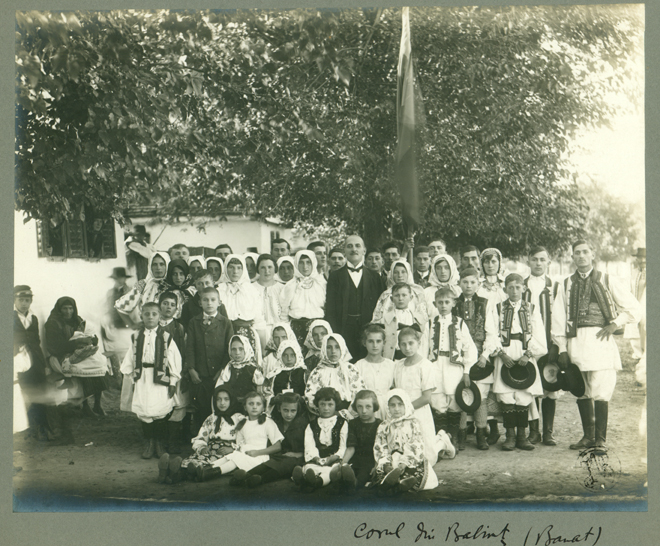
A bálinci román dalárda a 20. század elején (Adler Lipót felvétele)
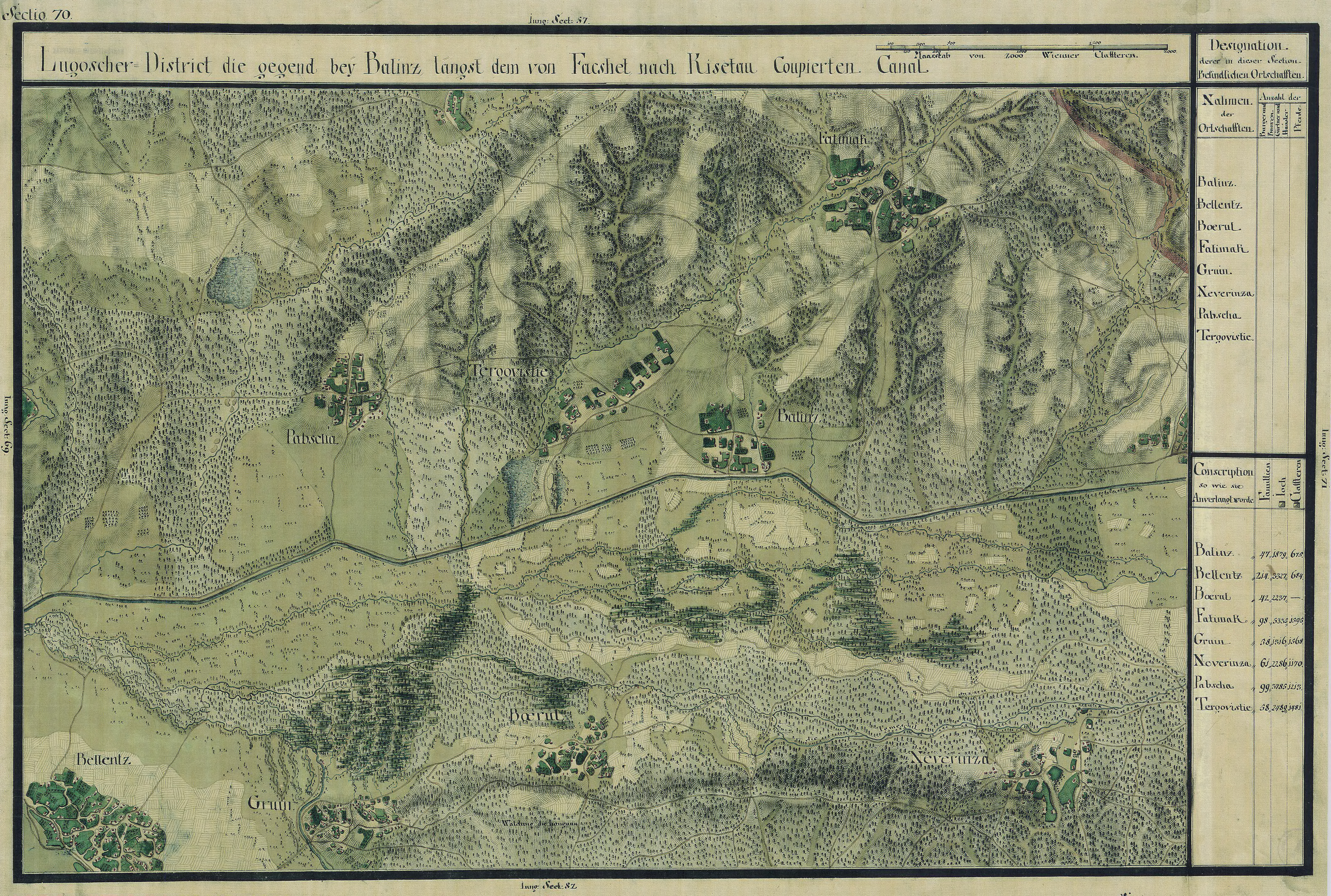
Bálinc környéke az 1769–72-ben készült első katonai felmérésen